# Ciocârlia (Constanța megye)
Ciocârlia község Constanța megyében, Dobrudzsában, Romániában. A hozzá tartozó település Ciocârlia de Sus.

## Fekvése
A település az ország délkeleti részén található, Konstancától harminckét kilométerre délnyugatra, a legközelebbi várostól, Murfatlartól tizennégy kilométerre, ugyancsak délnyugatra.

## Története
Régi török neve Küçük Bülbül, románul Biulbiu Mic. A 20. század elején először felvette a Ciocîrlia de Jos nevet, majd átnevezték a ma is használatos alakra, melynek jelentése: pacsirta.

## Lakossága
A nemzetiségi megoszlás a következő:
| 2002     | 2002 | 2002   |
| -------- | ---- | ------ |
| Románok  | 2640 | 86,81% |
| Tatárok  | 366  | 12,03% |
| Törökök  | 29   | 0,95%  |
| Romák    | 4    | 0,13%  |
| Magyarok | 2    | 0,06%  |
| Összesen | 3041 | 100,0% |